# One Call Away (canción de Charlie Puth)
«One Call Away» es una canción del cantante estadounidense Charlie Puth para su álbum de debut Nine Track Mind. Fue lanzado el 20 de agosto de 2015 por Atlantic Records como el segundo sencillo del álbum, después de «Marvin Gaye». «One Call Away» es una canción de soul pop infundida en el evangelio.
Alcanzó el número 12 en el Billboard Hot 100, lo que lo convierte en el tercer top 40 de Charlie Puth en Estados Unidos, y su tercer sencillo más alto como artista principal hasta la fecha, detrás de «We Don't Talk Anymore» y «Attention». En Nueva Zelanda, la canción debutó en el número 39 el 12 de octubre de 2015 y alcanzó el número 3.
Fue certificada disco doble platino por la RIAA el 28 de julio de 2016 y 4 veces platino el 19 de marzo de 2019.

## Vídeo musical
Dirigido por Mark Staubach, el video musical de "One Call Away" fue lanzado el 14 de septiembre de 2015 por su propio canal de YouTube. 

## Posicionamiento en listas
| Lista (2015–18)                       | Mejor posición |
| ------------------------------------- | -------------- |
| Alemania (Offizielle Deutsche Charts) | 30             |
| Australia (ARIA)                      | 3              |
| Austria (Ö3 Austria Top 40)           | 8              |
| Bélgica (Flandes) (Ultratop 50)       | 12             |
| Bélgica (Valonia) (Ultratop 50)       | 23             |
| Canadá (Canadian Hot 100)             | 15             |
| Corea del Sur International (Gaon)    | 16             |
| Dinamarca (Tracklisten)               | 13             |
| Ecuador (National-Report)             | 86             |
| Eslovaquia (Rádio Top 100)            | 18             |
| Eslovenia (SloTop50)                  | 7              |
| España (Top 100 Canciones)            | 31             |
| Estados Unidos (Billboard Hot 100)    | 12             |
| Estados Unidos (Adult Contemporary)   | 5              |
| Estados Unidos (Adult Top 40)         | 1              |
| Estados Unidos (Mainstream Top 40)    | 11             |
| Finlandia (Radiosoittolista)          | 36             |
| Francia (SNEP)                        | 41             |
| Hungría (Single Top 40)               | 40             |
| Irlanda (IRMA)                        | 53             |
| Italia (FIMI)                         | 39             |
| Líbano (Lebanese Top 20)              | 4              |
| Nueva Zelanda (Recorded Music NZ)     | 3              |
| Noruega (VG-lista)                    | 36             |
| Países Bajos (Dutch Top 40)           | 23             |
| Países Bajos (Mega Single Top 100)    | 24             |
| Polonia (Polish Airplay Top 100)      | 3              |
| Reino Unido (UK Singles Chart)        | 26             |
| Suecia (Sverigetopplistan)            | 21             |
| Suiza (Schweizer Hitparade)           | 10             |

| Lista (2016)                                  | Posición |
| --------------------------------------------- | -------- |
| Australia (ARIA)                              | 14       |
| Bélgica (Ultratop Flanders)                   | 60       |
| Bélgica (Ultratop Wallonia)                   | 55       |
| Canadá (Canadian Hot 100)                     | 56       |
| Dinamarca (Tracklisten)                       | 45       |
| Eslovenia (SloTop50)                          | 23       |
| Estados Unidos (Billboard Hot 100)            | 43       |
| Estados Unidos (Adult Contemporary Billboard) | 5        |
| Estados Unidos (Adult Top 40 Billboard)       | 12       |
| Estados Unidos (Mainstream Top 40 Billboard)  | 44       |
| Países Bajos (Single Top 100)                 | 67       |
| Polonia (ZPAV)                                | 45       |
| Reino Unido (Official Charts Company)         | 78       |
| Suiza (Schweizer Hitparade)                   | 43       |